# Трудова книжка
Трудова́ кни́жка — документ, що підтверджує трудову діяльність і слугує для встановлення загального стажу, безперервного і спеціального стажу. Має вигляд паперової книги зазвичай в синій обкладинці. В жовтні 2016 року було заявлено, що в рамках запровадження електронно пенсійної справи буде використовуватись електронна трудова книга. Кабмін 2015 року планував скасувати ведення трудових книжок.

## Історія
Вперше трудова книга з'явилася в Англії та Франції як форма контролю за робітниками. У роки Французької революції було прийнято закон, за яким у Франції фактично запровадили документи, схожі на трудові книжки. Хазяї виробництва відтоді мали можливість додаткового контролю над робітниками. Якщо робітник захотів полишити місце роботи, його на інше місце без такого документа не взяли б, а в трудовій книжці роботодавець міг написати свої відгуки про працівника. Робітник змушений був остерігатися сварок із керівництвом. Загалом цей закон утискав права робітників.
Протягом ХІХ століття форми контролю ставали жорсткішими. Проте, у міру зростання робітничого руху вдалося поступово пом'якшити трудове законодавство.

### В Україні в складі Російської імперії
У Російській імперії для робітників не заводили трудових документів, але велися докладні папери, формулярні списки, які видавались держслужбовцям і чиновникам.
Держслужба була привілейованим заняттям: вищі та середні верстви чиновників належали до дворянства, а дрібні мали можливість стати дворянами. Чиновник не платив податків і держава не була зацікавлена в тому, щоб на держслужбу вступали представники податних станів. Тому при вступі на службу відомості про походження перевіряли дуже уважно, а якщо якихось даних не вистачало, то робили примітку, що частина відомостей документально не підтверджена.
Незважаючи на перепони, кількість чиновників недворянського походження постійно зростала через те, що дворян не вистачало. А крім того, маніфест Катерини ІІ «Про вольності дворянства» зробив державну службу необов'язковою для дворян, що також відкривало можливість зробити кар'єру чиновника іншим.

#### Формулярний список
Формулярний список існував до 1917 року і складався з 15 граф: ім'я, по батькові, прізвище, посада, вік, віросповідання і розмір зарплати, соціальне походження, чи є у чиновника нерухоме майно і яке його походження, відомості про освіту, початок служби, участь у військових діях, судова відповідальність. Окрема графа приділялась тому, чи здатний чиновник продовжувати службу і чи гідний підвищення. Сюди ж заносилися й відомості про відпустки і про те, чи вчасно чиновник з них повертається. 
Список також фіксував сімейний стан: дати народження дітей, віросповідання і місце проживання. Анкета давала досить повну інформацію про людину. Формуляри чиновників доправлялися в губернське правління, а звідти — до Сенату. Суворо фіксувалося просування по службі не лише чиновників, а й військових і почасти духовенства. Кар'єрою інших громадян держава цікавилась значно менше.

### В Україні під час перебування в складі СРСР

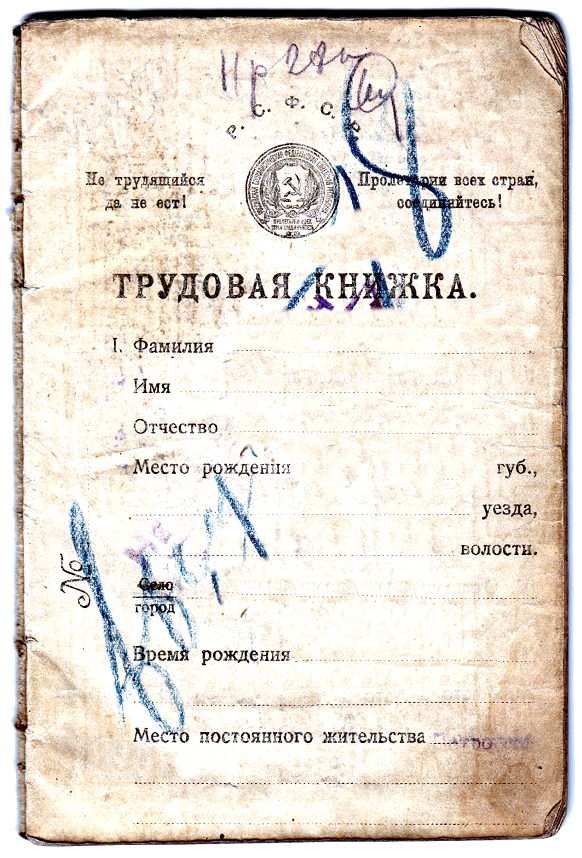
Трудова книжка в СРСР

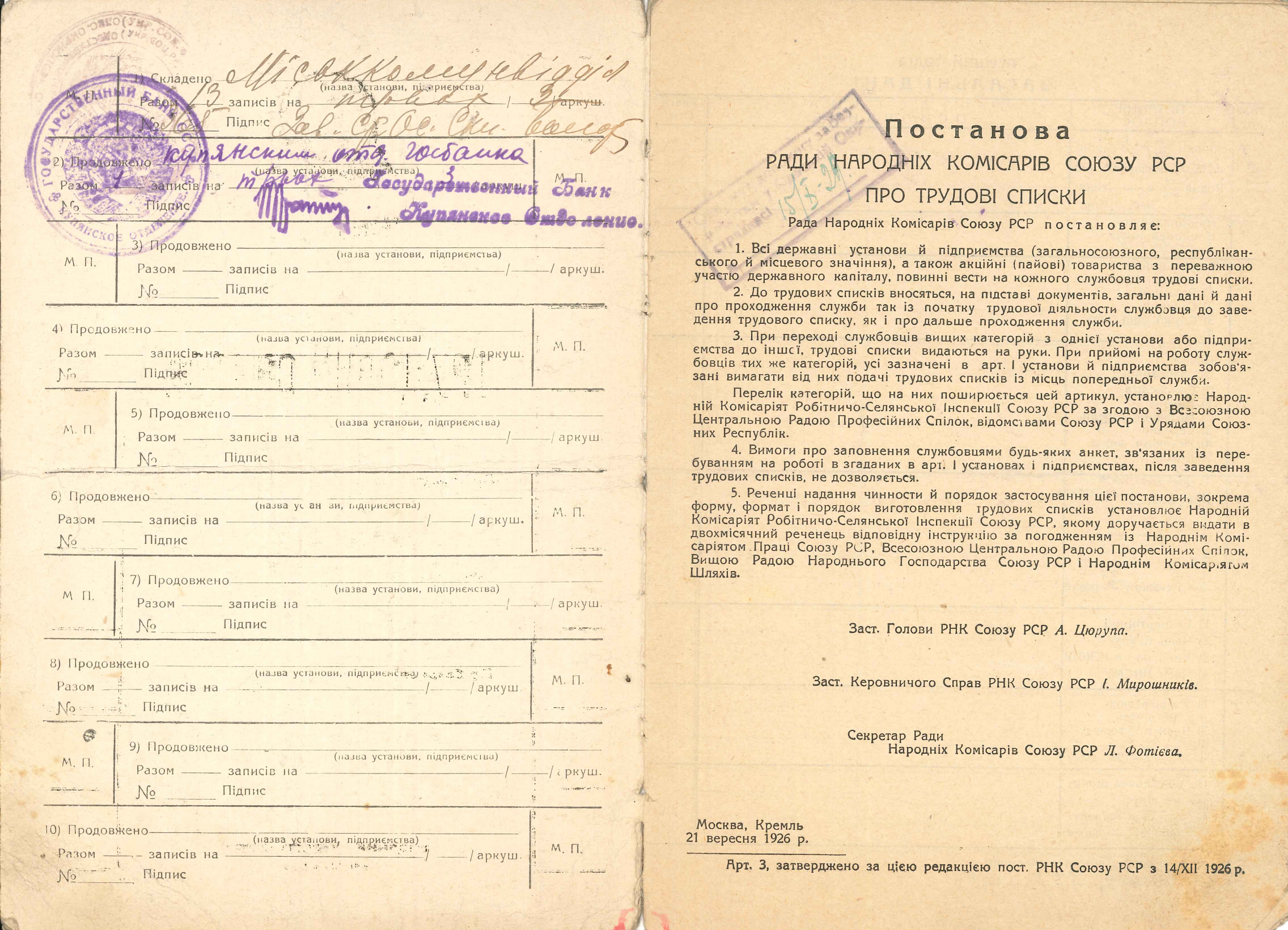
Постанова про трудови списки, 21 вересня 1926 року

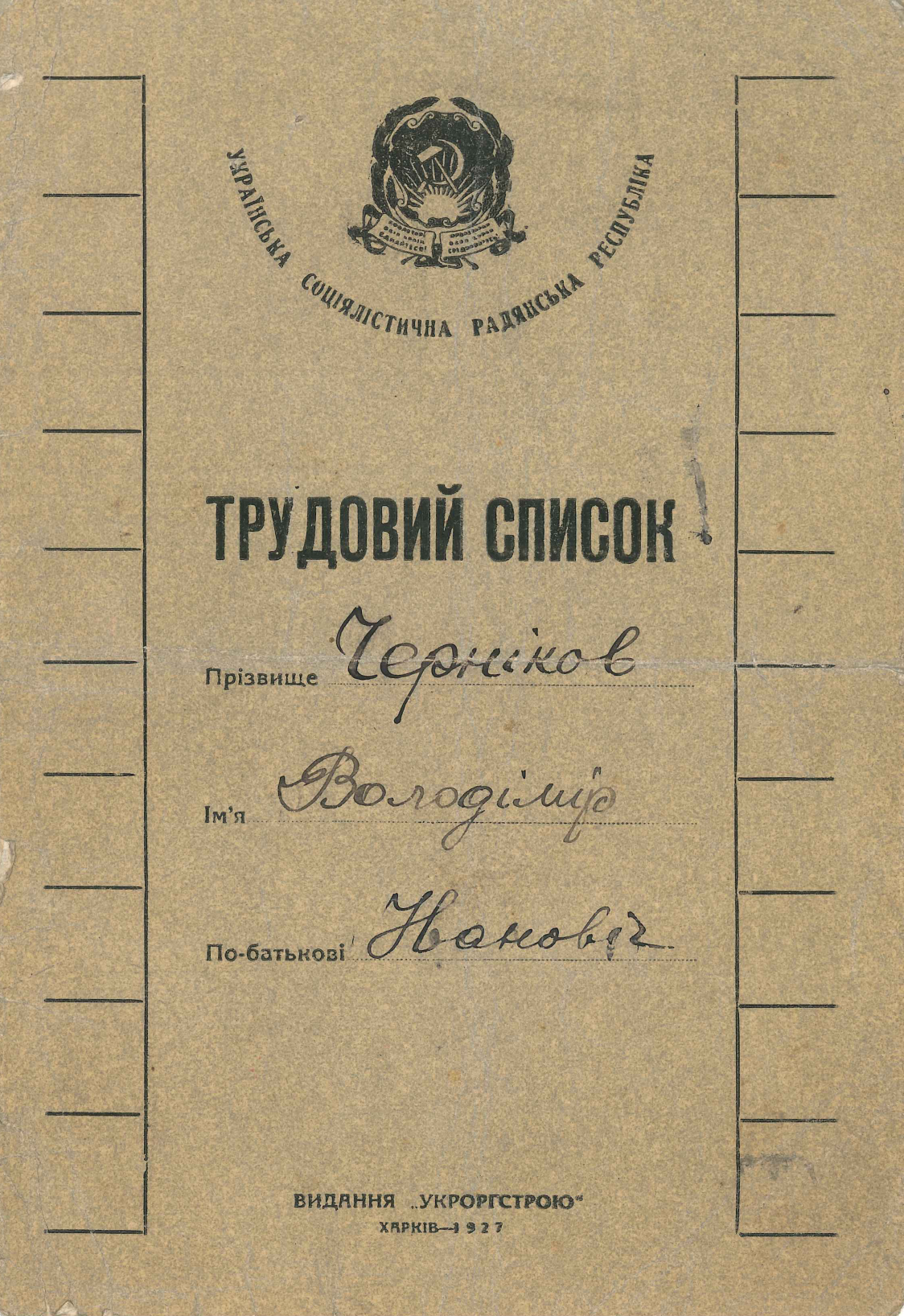
Трудовий список зразка 1927 року

Більшовики вважали, що державна бюрократія зникне одразу ж після революції, проте цього не сталось.
Кожен занесений до списків працівників працездатний громадянин, міг бути мобілізований на прибирання снігу, заготівлю дрів або риття окопів. В липні 1918 року була прийнята Конституція, яка надала загальній трудовій повинності характер закону. Згодом свідоцтво про працю стало одним з основних документів.
У жовтні 1918 року Раднарком видав Декрет про трудові книжки для непрацюючих. Він визначав, що праця є обов'язком громадян, тому замість паспортів та інших посвідчень особи тепер будуть використовуватись трудові книжки. 
В першу чергу такі книжки повинні були отримати «непрацюючі елементи», особи, які: 
- живуть на нетрудовий дохід, надходження з майна, відсотки.
- працюють за наймом.
- члени рад та правлінь акціонерних товариств і директори.
- торговці, маклери.
- представники вільних професій, якщо не виконують суспільно корисних функцій.
- всі, хто не має занять (колишні офіцери, вихованці юнкерських училищ і кадетських корпусів, колишні присяжні повірені, приватні повірені та інші особи даної категорії тощо)

В трудових книжках для непрацюючих вносились відомості про виконання громадських робіт. Люди без трудових книжок могли бути оштрафовані на 1000 рублів або ув'язнені на термін до півроку. Без трудової книжки на той час не можна було ні переміщатись країною і отримувати продовольчі картки. 
Перший трудовий документ СРСР мав назву «тимчасове трудове свідоцтво для буржуазії».

### Перед Другою світовою війною
Прямим прототипом сучасних трудових книжок були документи, введені у фашистській Німеччині 26 лютого 1935 року. У них враховувалися всі пересування працівника, книжки зберігались в адміністрації підприємства, яке могло не звільняти працівника за його бажанням і не віддавати йому трудової книжки.
20 грудня 1938 року Раднарком СРСР прийняв постанову «Про запровадження трудових книжок». Вони стали однаковими для всіх громадян і діяли на всій території СРСР. В результаті видачі таких документів все працездатне населення країни було закріплене за підприємствами.
Станіслав Кульчицький (заввідділу Інституту історії України НАН України) описував це так: «Трудова книжка була таким собі обов'язковим додатком до внутрішнього паспорту. Коли не було цих документів, ясна річ, не було й людини».

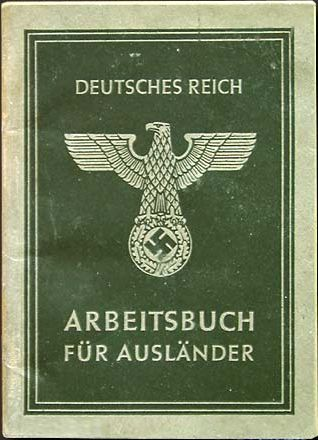
Трудова книга в Третьому рейхові для іноземців

У 1930-ті роки Сталін запровадив жорстке трудове законодавство, що нагадувало кріпацтво. Працівників прикріплювали до заводів, залишати робочі місця було заборонено.

## Сучасна українська трудова книжка
При оформленні на роботу книжка заповнюється працівником відділу кадрів протягом 5 днів. До неї заносяться відомості про трудову діяльність, переміщення, звільнення, заохочення. Трудові книжки ведуться на всіх працівників, що працюють понад 5 днів, а також на позаштатних працівників, якщо вони підлягають державному соцстрахуванню. Зразок трудової книжки встановлений Постановою Кабміну від 27.04.1993 (№ 301).
Зберігається трудова книжка у відділі кадрів і повертається йому у разі звільнення чи виходу на пенсію. Працівник має право взяти трудову книжку на деякий час за заявою. Якщо власник втрачає її, дублікат видається за останнім місцем роботи на основі особової справи.
ТК оформляються на всіх працівників незалежно від форми власності компанії, включаючи осіб, які є співвласниками підприємств, установ, селянських (фермерських господарств), сезонних і тимчасових працівників за умови, що вони підлягають державному соцстрахуванню.
Трудові книжки не оформлюються на працівників, які працюють за сумісництвом та на умовах трудового договору у підприємців, що не є юридичними особами, а також працівників, які працюють в окремих громадян з їх обслуговування (домашні робітники, няньки, водії, охоронці тощо).

### Заповнення
ТК і вкладиші заповнюються виключно українською мовою кульковою ручкою або пером — синім чи фіолетовим чорнилом.
Записи про дати прийняття на роботу, переведення на іншу роботу, присвоєння рангів державних службовців тощо, нагороди, заохочення, звільнення (графа 2) виконується арабськими цифрами (число, місяць — двозначними). Усі записи про прийняття на роботу, переведення на іншу роботу або звільнення, а також про нагороди та заохочення вносяться після видання наказу, але не пізніше тижневого строку, в разі звільнення — у день звільнення.
З кожним записом, що вноситься до трудової книжки, про прийняття на роботу, переведення на іншу постійну роботу, звільнення власник трудової книжки повинен ознайомитися під розписку в особовій картці.

### Про працівника
Відомості про працівника записуються на 1-й і 33-й сторінках (титульних аркушах) українською мовою. Прізвище, ім'я, по батькові (повністю, без скорочення або заміни імені та по батькові ініціалами) і дата народження указуються на підставі паспорта або свідоцтва про народження.

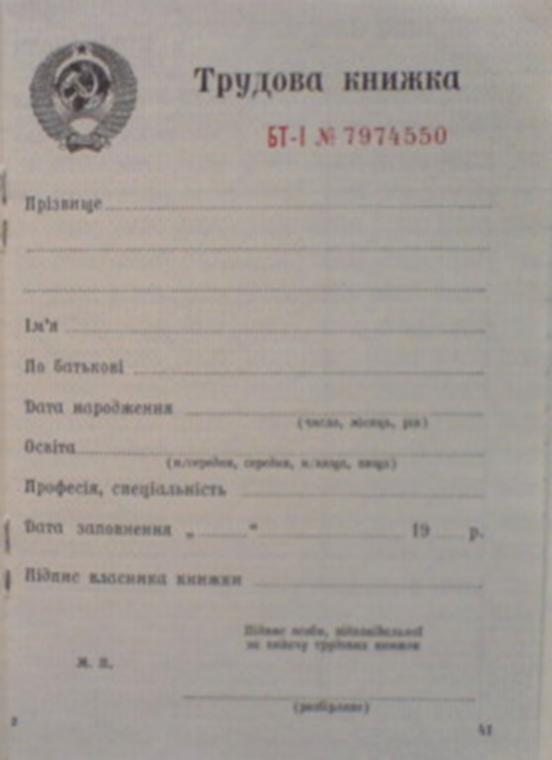
Трудова книжка СРСР зразка 1974 року (права половина для заповнення українською мовою)

### Про роботу
Записи, які характеризують трудову діяльність працівника, вносяться до розділу «Відомості про роботу» в такому порядку:
1. порядковий номер запису;
2. дата прийняття на роботу;
3. назва підприємства;
4. назва підрозділу і роботи, професії або посади (згідно «Єдиній державній класифікації професій всіх категорій працівників на підставі міжнародних стандартів»);
5. номер і дата наказу.

До занесення відомостей про прийняття на роботу в разі необхідності у графі 3 окремим рядком (до найменування підприємства, установи, організації) з посиланням на дату, номер і найменування відповідних документів записуються такі відомості:
- служба у ЗСУ та інших військах, де на тих, хто проходить службу, не поширюється законодавство про працю і державне соціальне страхування, із зазначенням дати призову (зарахування) і дати звільнення зі служби;
- навчання у ВНЗ (включно з часом роботи в студентських таборах, на виробничій практиці та при виконанні науково-дослідної госпдоговірної тематики) і про час перебування в аспірантурі й клінічній ординатурі (коли трудова книжка видається під час прийняття на роботу після закінчення навчального закладу);
- навчання в ПТУ та інших закладах, в навчально-курсових комбінатах;
- робота в колгоспі, якщо законодавством передбачено зарахування цієї роботи до трудового стажу;
- догляд за інвалідом І групи або дитиною-інвалідом до 16 років, а також за пенсіонером, який за висновком медзакладу потребує постійного догляду, в тому числі за пристарілим, 80-річного віку (згідно з медичним висновком);
- одержання допомоги через безробіття;
- інші періоди, передбачені ст. 56 Закону «Про пенсійне забезпечення».

До розділу «Відомості про роботу» вносяться також записи:
- переведення на іншу роботу на тому ж підприємстві, в установі, організації;
- присвоєння нового кваліфікаційного розряду чи рангу, перейменування посади, встановлення другої та інших професій;
- прийняття присяги державного службовця;
- призначення бригадиром і звільнення від керівництва бригадою;
- звільнення.

Записи про тимчасові переведення або переміщення на іншу роботу у разі простою, виробничої потреби до трудової книжки не заносяться. У випадку, коли тимчасове переведення здійснюється на роботу, яка дає право на пільгове пенсійне забезпечення, за проханням працівника це фіксується у трудовій книжці.
У розділі «Відомості про роботу» робляться ще й такі записи:
- відновлення безперервного стажу роботи (для визначення допомоги з державного соціального страхування);
- підсумування періодів сезонної роботи та збереження безперервного трудового стажу (в ТК працівників на сезонних роботах у тих галузях господарства, де допускається підсумування періодів сезонної роботи та збереження стажу при поверненні на сезонну роботу після перерви);
- робота осіб, які відбули виправні роботи без позбавлення волі (записи вносяться до трудової книжки після закінчення строку відбування покарання за довідками органів МВС).

### Нагороди

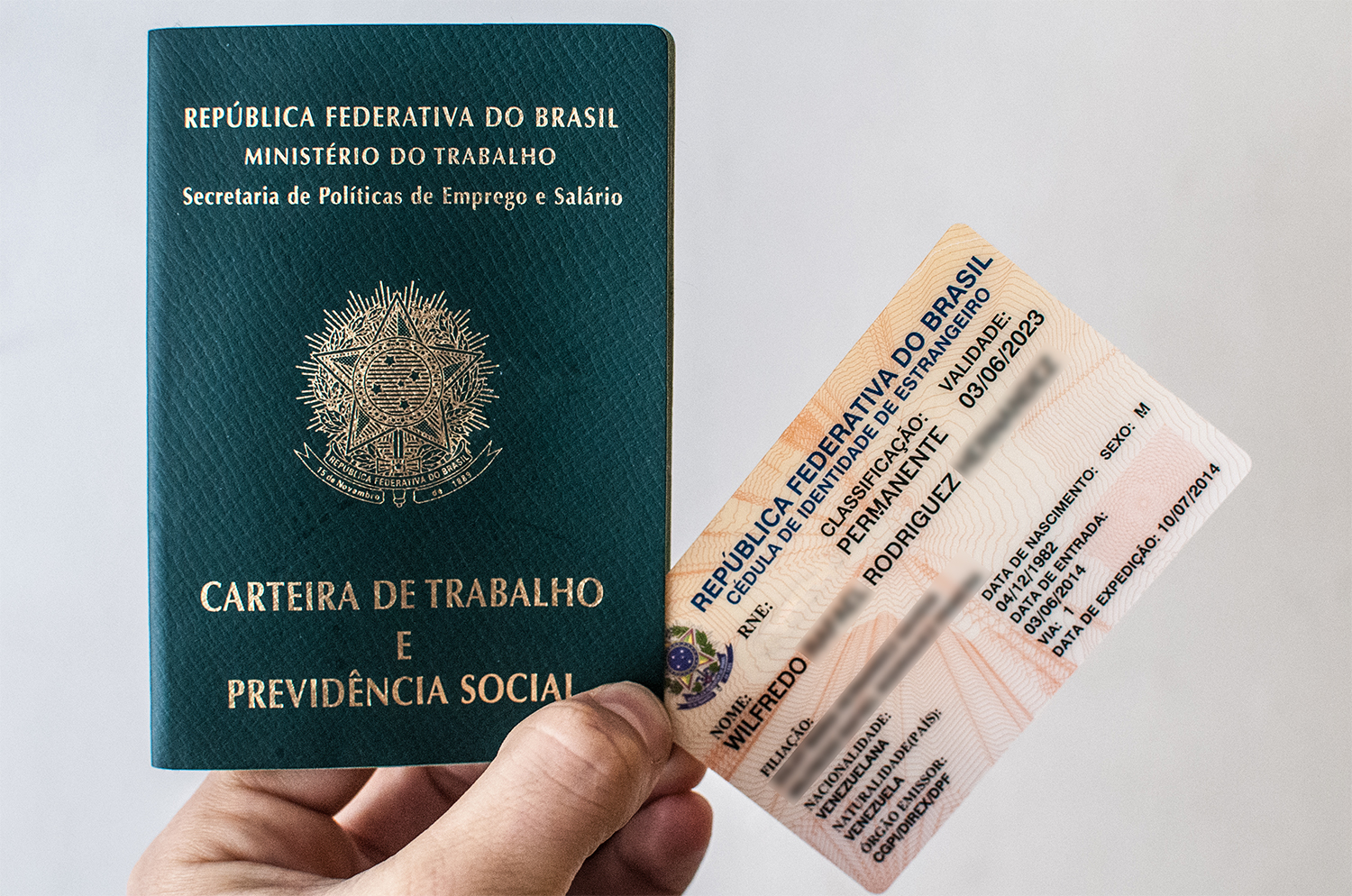
Картка працівника і трудова книга в Бразилії

У розділ «Відомості про нагородження» вносяться відомості про нагородження державними нагородами України в такому порядку:
- графа 1 — порядковий номер запису;
- графа 2 — дата нагородження;
- графа 3 — повне найменування підприємства, установи, організації, а також ким нагороджений працівник, за які досягнення і якою нагородою;
- графа 4 — підстава внесення запису з посиланням на дату і назву документа.

### Заохочення
У розділ «Відомості про заохочення» вносяться такі відомості:
- заохочення (відповідно до затверджених колективом правил трудового розпорядку та статуту про дисципліну);
- інші заохочення;
- відкриття, на які видано дипломи; винаходи та раціоналізаторські пропозиції.

Порядок внесення записів про заохочення той же, що й про нагороди. До трудових книжок не заносяться премії, передбачені системою оплати праці, та виплати, які мають постійний характер.

## В інших країнах

### Данія

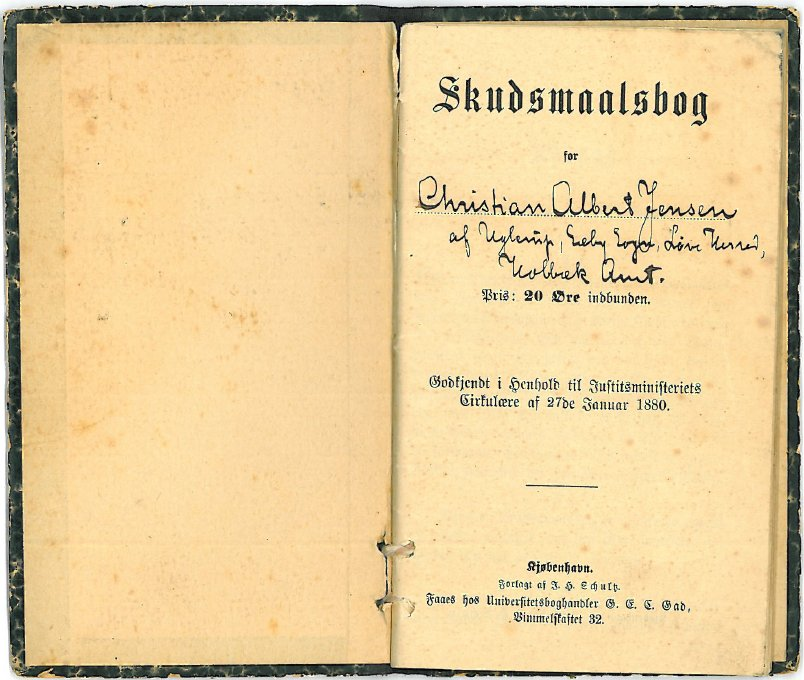
Трудова книга в Данії, зразок 1907 року

Використовується зразок книги, випущений 5 вересня 1832 року. Книга зазвичай видається після запиту працівника. Коли працівник переїжджає до нового міста, місцева поліція або парафіяльний священик підписує книгу, вказуючи дату звільнення і заробітну платню. Якщо працівник втрачав книгу, його штрафували.

### Італія

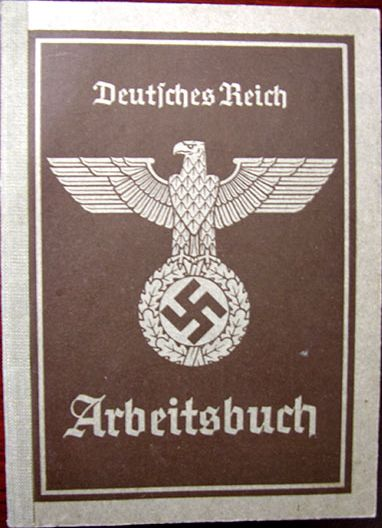
Німецька трудова книга 1935 року

Перший законодавчий акт було прийнято 10 січня 1935 року. Незабаром після цього Італія, чиї громадяни працювали в Лівії, почали отримувати подібні книжки і в цій африканській країні. Згодом перший варіант книги було замінено на SIL ( Sistema  Informativa Laboro) зразка 1997 року.

### Німеччина
Німецькою цей документ називається arbeitsbuch, в перекладі — «трудова книжка».
Закон, що регулює трудові книги, було видано 24 червня 1892 року, видача почалась в гірничодобувній промисловості для обов'язкової ідентифікації працівників.
Дані включали:
- повне ім'я власника
- дата і місце народження
- назва і останнє місце проживання батька або опікуна
- підпис власника

Всі ці дані повинні бути зареєстровані в місцевому відділенні поліції, таким чином, перетворюючи книжку в свого роду внутрішній документ, що засвідчує особу і може замінити паспорт.

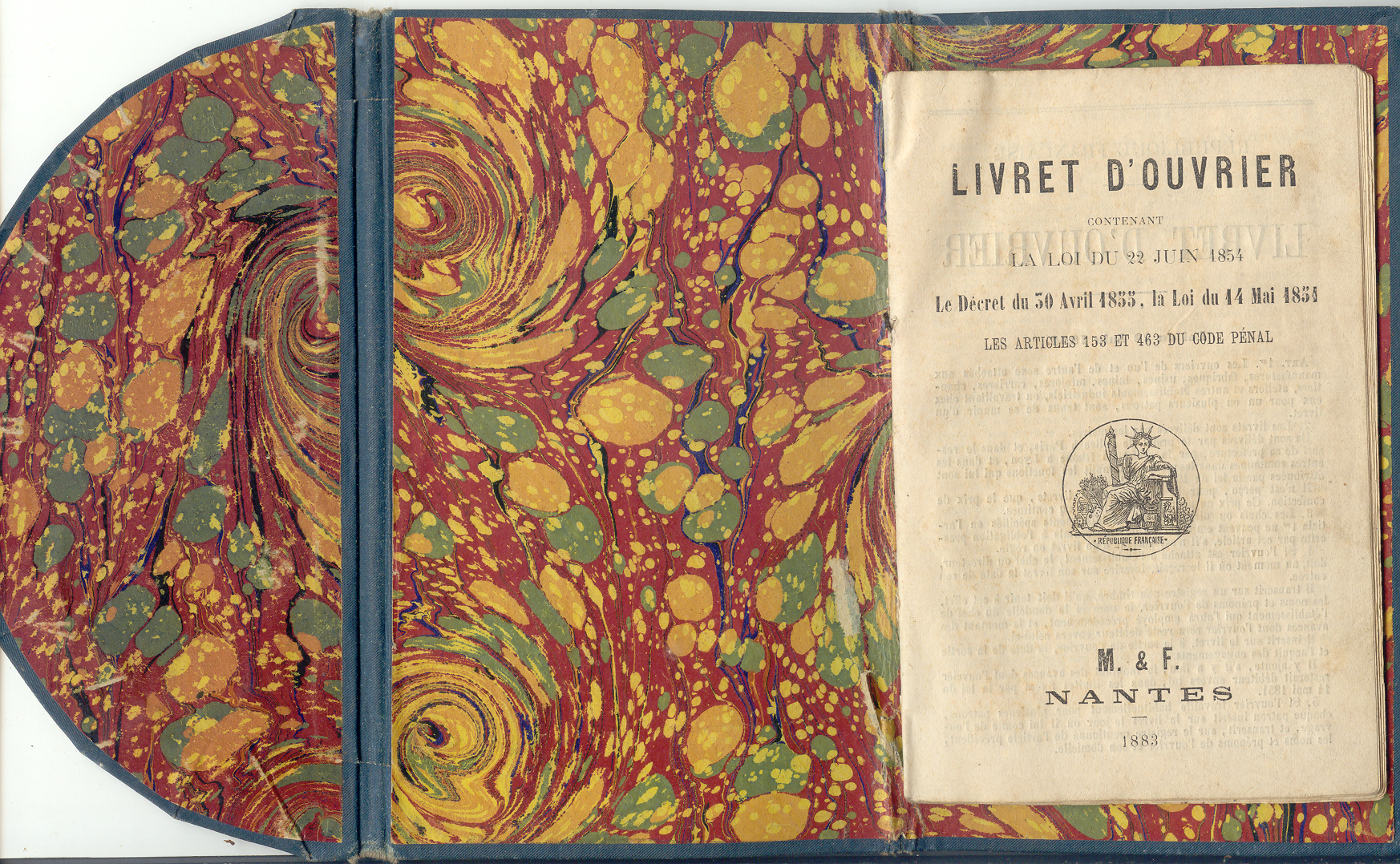
Французька трудова книжка, одна з найперших в світі. Зразок 1883 року

### Франція
Подібно із внутрішнім паспортом, французькі підмайстри і робочі мали мати із собою квиток відпустки від роботодавця, щоб уникнути звинувачень в жебрацтві. Ця вимога була введена 1749 року, а в серпні 1781 року з'явився так званий Livret d'Ouvrier (буклет працівника). Вимогу було скасовано під час Французької революції і з'явилась знову 12 квітня 1803-го. В 1890 році вимогу було скасовано повторно. Книги зберігались роботодавцем, якщо працівник не подорожував, але з 1854 року книгу почали віддавати працівникові.

### Словенія
В трудову книгу в Словенії вносяться такі дані:
- Прізвище та ім'я
- Дата народження
- Місце народження
- Вид на проживання в Словенії
- Громадянство
- Освіта, професійний розвиток

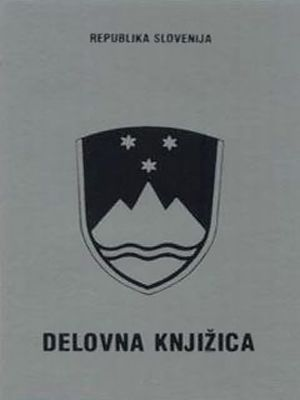
Трудова книга Словенії, зразок 1990 року

- Ідентифікаційний номер, ідентифікатор (серійний і реєстраційний номер) паспорта або іншого документа, дата і місце видачі. Для іноземців — ті ж дані з документа виїзду за кордон або посвідчення особи.

Працівник повинен надати роботодавцю свою книжку при укладенні трудового договору. Роботодавець повинен підтвердити отримання книги письмовим повідомленням про вручення.
Роботодавець зобов'язаний вести записи в книжці протягом всього терміну трудових відносин. Книжку необхідно повернути працівникові за вимоги і з письмовим підтвердженням.

## Цікаві факти
- Основною відмінністю радянських трудових книжок часів Сталіна від гітлерівських було те, що німці не вказували причину звільнення. В радянських такий запис робився обов'язково. Звільнений за порушення або з політичних мотивів мав серйозні проблеми при влаштуванні на новому місці.
- Сталінсько-гітлерівський трудовий документ був в СРСР одним з основних документів людини.
- Документально підтверджена служба за царського режиму зараховувалася до трудового стажу, а отримані за цю службу нагороди не визнавалися.